# Sãopauloborsttyrann
Sãopauloborsttyrann (Pogonotriccus paulista) är en fågel i familjen tyranner inom ordningen tättingar.

## Utseende och läte
Sãopauloborsttyrann är en liten (10,5 cm) dvärgtyrann i grönt och gult. Ovansidan är olivgrön, undersidan citrongul. Även ansiktet är citrongult, med en sotfärgad fläck på tygeln och ett ljust gulaktigt ögonbrynsstreck som böjs runt bakom tydligt mörka örontäckare. Långstjärtad lövtyrann är större, med tydligare ansiktsteckning, mer vågrät hållning och darrar konstant på den resta stjärten. Lätet beskrivs som ett subtilt men gällt "fuí-ri-ríp".

## Utbredning och status
Fågeln förekommer från sydöstra Brasilien (Espírito Santo) till östra Paraguay och nordöstra Argentina. IUCN kategoriserar arten som nära hotad.

## Familjetillhörighet
Arten placeras traditionellt i familjen tyranner. DNA-studier visar dock att Tyrannidae består av fem klader som skildes åt redan under oligocen, pekar på att de skildes åt redan under oligocen, varför vissa auktoriteter behandlar dem som egna familjer. Sãopauloborsttyrannen med släktingar placeras då i Pipromorphidae.